# Uttse Rikkere
Uttse Rikkere är en sjö i Storumans kommun i Lappland och ingår i Umeälvens huvudavrinningsområde.